# Literatura clásica
La literatura clásica hoy en día se considera aquella escrita en griego antiguo o en latín y que forma parte del canon occidental. No debe confundirse con los clásicos nacionales, aquellas obras consideradas modélicas para cada país, ni con aquellos libros que sobreviven al paso del tiempo o que se escribieron en el periodo del Neoclasicismo. El concepto engloba, por tanto la literatura griega y la literatura latina, excluyendo las obras de la Grecia moderna.
Esta literatura tiene muchos rasgos en común, ya que la Antigua Roma imitaba y aprendía de los modelos griegos y compartían una misma cosmovisión, la del helenismo.
La mayoría de las obras glosan las aventuras de grandes héroes, siguiendo el modelo de Homero. En cuanto al teatro, predomina la tragedia, con grandes ciclos de sagas y temas comunes, aunque existe también una tradición cómica nada despreciable, como por ejemplo las comedias de Plauto. En Roma aparecieron géneros poco cultivados en Grecia, como la retórica o la literatura didáctica.
Por convención, se considera que la literatura antigua occidental comienza con las grandes obras de Homero, probablemente la versión escrita de numerosas leyendas que se habían transmitido oralmente durante generaciones. Este autor, padre de la literatura griega, se considera el primer escritor del canon occidental, imitado por los romanos y por los admiradores de la Época Clásica. Con la literatura clásica nace el concepto de género literario y los primeros autores reconocidos.
Contemporáneas son la literatura india, con textos épicos como el Ramayana, y la literatura clásica china, con las compilaciones poéticas de Lao Zi o los llamados «clásicos chinos».

## Era preclásica

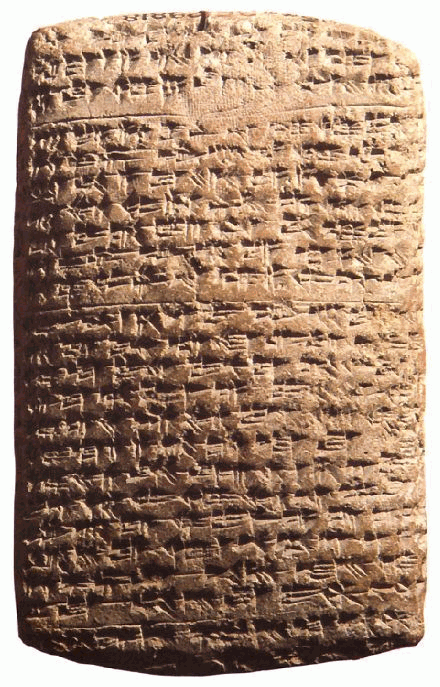
Escritos cuneiformes acadios de Amarna

La escritura más antigua conocida es la escritura cuneiforme sumeria creada a finales del cuarto milenio a. C.. El sistema de escritura pronto se extendió por Oriente, India y China. La literatura sumeria se ocupaba principalmente de asuntos prácticos (inscripciones en lápidas) y, al igual que la literatura egipcia, era principalmente de naturaleza religiosa. La literatura egipcia temprana incluye, entre otras cosas, el Libro de los Muertos. El Código de Hammurabi y otros textos seculares se pueden encontrar en buenas condiciones a pesar de que fueron escritos varios milenios antes de Cristo. La literatura asirio-babilónica continúa la tradición sumeria, pero contribuye al desarrollo de la filosofía, el derecho y la astronomía.
La ficción emerge más o menos simultáneamente en todas estas áreas; himnos (Himno al Sol de Ehnaton, Rg-veda, Odena), letras (Cantar de los Cantares), sagas y epopeyas (Epopeya de Gilgamesh, Epopeya de las siete tablillas). Los mitos de la creación fueron un motivo literario frecuente. La literatura sapiencial aparece en todo el Medio Oriente (Proverbios, Doctrina de Amenemope). Aproximadamente al mismo tiempo, se crearon la literatura védica en la India y las inscripciones proféticas de la dinastía china Shang.
Se cree que el escritor más antiguo conocido es Sin-leki-unini, de quien se cree que escribió la Epopeya de Gilgamesh y, a veces, la hija de Sargón de Akkad Enḫeduan, que también fue poeta.
Alrededor del 500 a. C.  hay grandes cambios en esas zonas, que habitualmente se consideraban de frontera con la época clásica. En ese período nacieron varias religiones y aparecieron varios grandes filósofos. Esa tercera época en el período del 20 d. C. mi. al 500 d. C. mi. se considera antigüedad tardía .

### Géneros

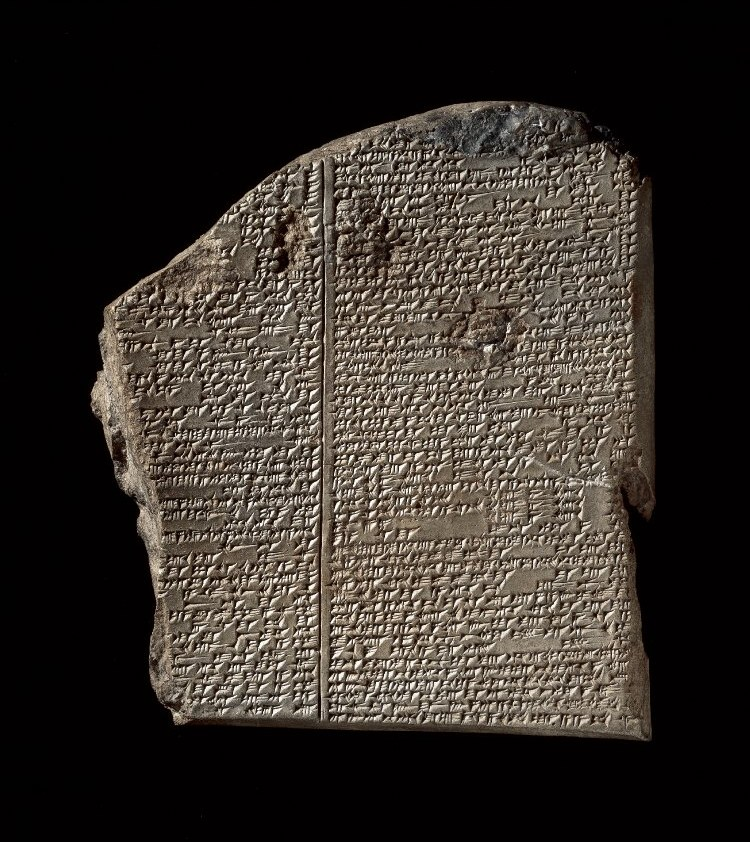
Parte de una tablilla de la epopeya acadia de Gilgamesh.

Los primeros textos eran de sentido práctico y trataban de dejar constancia de promesas, duración de los reinados, leyes, etc. Con el tiempo, la literatura adquiere un carácter religioso y trata de mitos, en forma de creación del mundo o relatos sobre la vida después de la muerte, así como de profecías. La ficción se crea con himnos y cantos religiosos, que luego se transforman en teatro. Las epopeyas y las sagas se crean en la zona entre las leyendas y la historia. La ficción se suele escribir en verso y se interpreta con música y danza, mientras que los textos profanos se escriben en prosa. Algunas historias de Egipto se escribieron en prosa y, en la Antigüedad tardía, la prosa pasó lentamente a la épica. Debido al desarrollo de la ciencia.se da la creación de textos científicos, tanto en Babilonia, como en la India, China y Egipto, y más tarde también en el helenismo. La literatura científica es una de las ramas más antiguas de la literatura y un importante precursor de la filosofía. El significado de la forma del género literario pronto se vuelve importante. En la literatura india, hay gramáticas (Jaska y Panini) y una colección poética, recogida en Vedanga. [4] Inmediatamente antes y durante el helenismo, la gramática, la catalogación, la poética, la retórica y otros estudios meta-literarios fueron introducidos en Oriente Medio y Europa, entre otros, por Calima, los sofistas, Platón y Aristóteles.

## Literatura del Antiguo Egipto
La literatura egipcia es una literatura muy variada, de la que sólo ha sobrevivido una pequeña parte. 
- Los textos religiosos son historias míticas, a menudo grabadas en las pirámides de Egipto.
- Poesía: La poesía egipcia se compone de himnos religiosos y canciones de amor. Los himnos son cantos dedicados a las deidades para honrarlas o darles las gracias. Podemos citar, por ejemplo, el Himno a Atón, dedicado al dios solar de Akenatón; o el Himno al Nilo, dedicado al dios Hapi. Las canciones de amor estaban muy presentes en el nuevo imperio.[2]
- Las lamentaciones aparecieron en el primer periodo intermedio. Expresan la infelicidad de los artistas, a menudo vinculada a las convulsiones políticas. Podemos citar, por ejemplo, las Lamentaciones de Ipou-Our.
- Cuentos: Los cuentos egipcios suelen tener un significado religioso, filosófico o político.[2] Entre los cuentos egipcios más famosos, podemos citar el Cuento del náufrago, que narra la historia de un marinero que naufraga en una isla y se encuentra con una serpiente que intenta ayudarle a regresar a su patria. También podemos mencionar el Cuento del campesino elocuente, que narra la historia de un campesino al que roban su burro. Visita al Vizir y le pide justicia. El campesino es tan elocuente que el faraón pide que se escriban sus reivindicaciones.
- Textos funerarios: Los textos funerarios se graban en pirámides y sarcófagos para ayudar a los difuntos a pasar a la otra vida. Estos textos consisten en fórmulas, como oraciones de protección. En el Reino Nuevo se escribió una recopilación de estos textos, el Libro de los Muertos del Antiguo Egipto.[3]
- Las Enseñanzas: Las enseñanzas son textos de un padre a un hijo para enseñar una lección de vida.

## Literatura hebraica

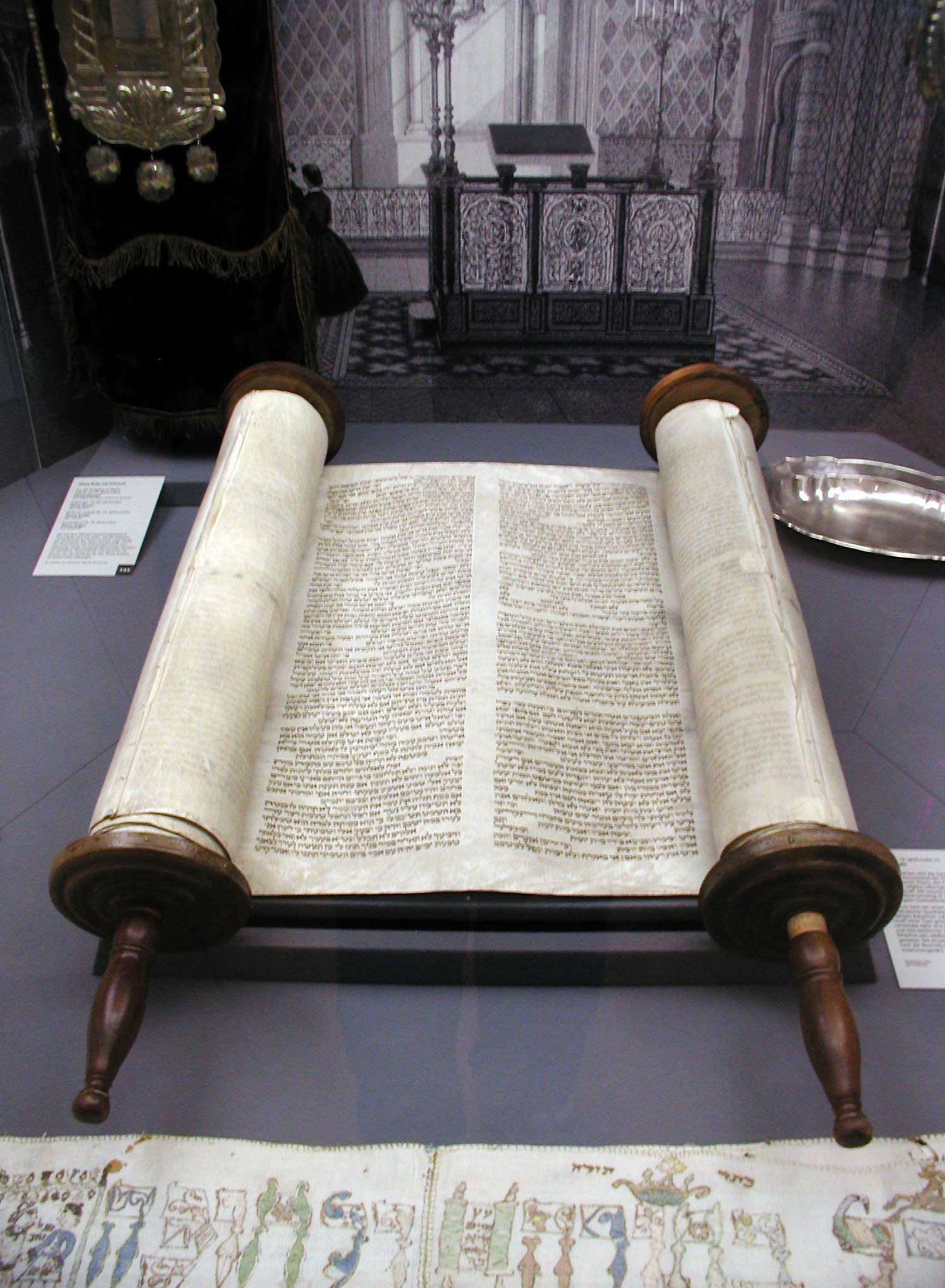
Torá como un pergamino.

El registro conservado más antiguo en hebreo antiguo es el "Calendario de Gezer", del siglo X a. C. Otros textos en hebreo son inscripciones: "Estela de Mesa", "Inscripción de Siloé" y un ostracon que describe la conquista de Nabucodonosor II de Jerusalén 586 a. C. Toda esta literatura es documental en naturaleza.
El hebreo clásico, o el hebreo bíblico, tiene su origen en siglo VI a. C. y usa la escritura aramea. Durante ese período, se crearon libros del Tanaḫa/Antiguo Testamento así como los Apócrifos, que consistían en historias sobre la creación del mundo, leyes, letras, relatos históricos, libros de sabiduría y profecías. Los Rollos del Mar Muerto se crearon entre el siglo III a. C. y el siglo II d. C. es decir, Talmud de Jerusalén, Mishnah y Tosefta fueron escritos durante el período rabínico temprano de los siglos II-IV., así como la escritura de Simon bar Koḫba y el Rollo de Cobre. Una gran parte de la literatura hebrea es mayormente desconocida, mientras que en la Biblia a veces mencionado escritor.
Después de la destrucción de Jerusalén en el año 70, la diáspora judía comenzó a escribir en otros idiomas como lengua materna, p. historiador José que escribió en latín como Justo de Tiberíades. El Nuevo Testamento y sus apócrifos fueron escritos, como la mayoría cree, en griego koiné.

## Literatura griega clásica

### Poesía épica
Las primeras obras destacables, que serán el modelo de toda la literatura griega posterior, son los dos poemas épicos de Homero, la Ilíada y la Odisea. En ellos se narran episodios de la Guerra de Troya y el retorno a casa de los héroes, usando parte de los mitos de la época arcaica y forjando epítetos y fórmulas que devendrán clásicos. De la misma época es Hesíodo, que también mezcla épica y mitología, pero con una presencia más clara del autor.

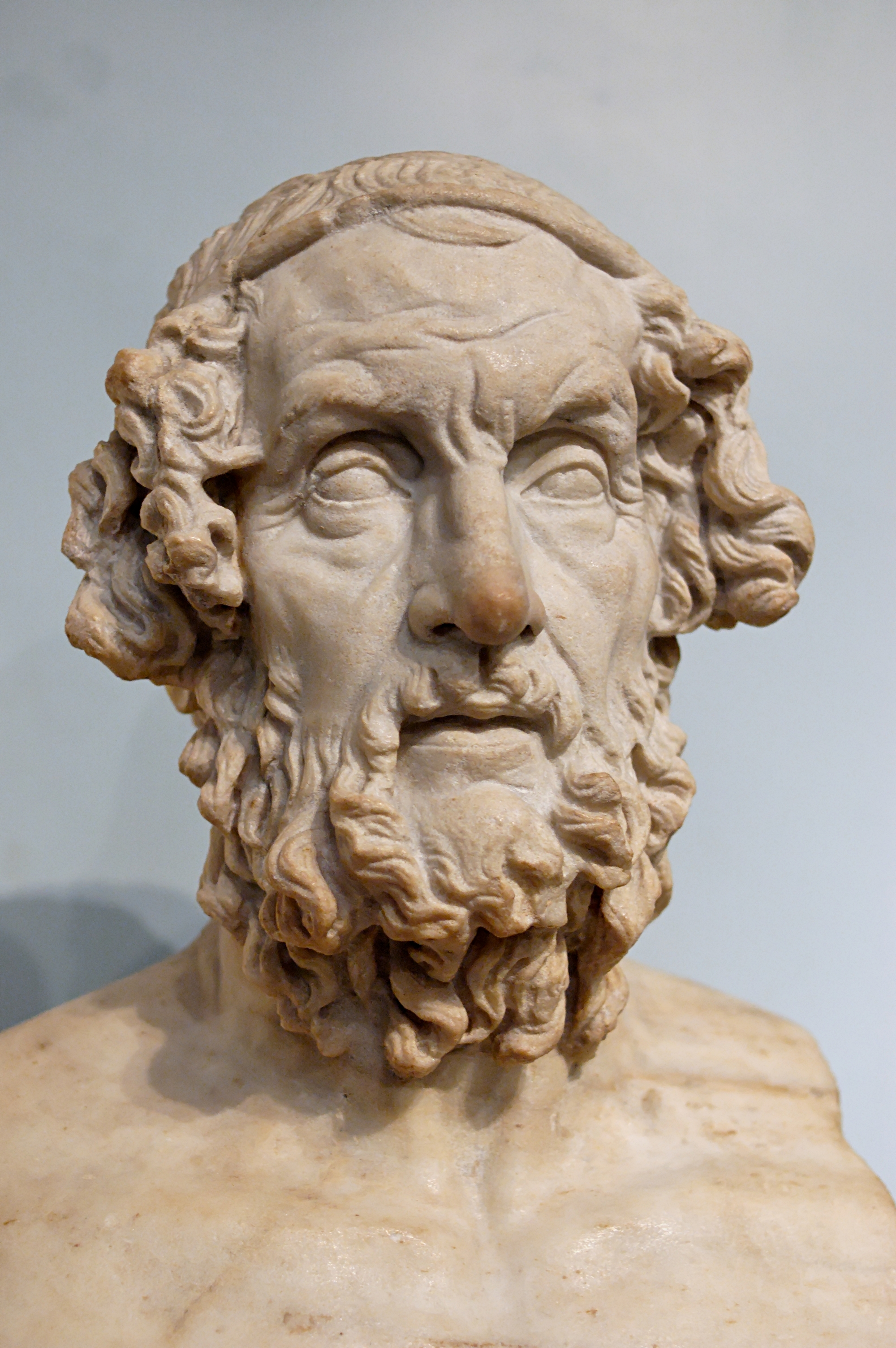
Busto de Homero.

### Poesía lírica
La elegía es el primer género del que se conservan obras, como las de Arquíloco de Paros, que canta a su patria destruida por la guerra. En el periodo preclásico floreció la oda como canción amorosa, que dotó a la lírica del intimismo que la acompañaría en siglos posteriores. Los autores más destacados son Safo, Anacreonte o Alceo de Mitilene.

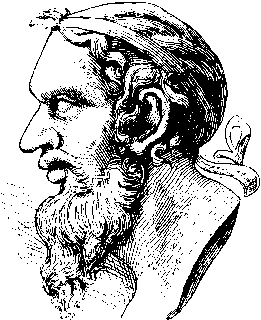
Retrato de Anacreonte.

En la Grecia Antigua parte de la poesía estaba destinada a ser cantada en coro en festivales y concursos, como los versos de Píndaro, que alababa los vencedores en los Juegos Olímpicos insertando descripciones sobre apellidos, patrias y plegarias a los dioses y así también la cantaban los hombres a las doncellas con las que querían ser pareja.   
Ya en el periodo helenístico, Calímaco compuso himnos a los dioses donde los retrata como casi humanos, lejos de la solemnidad y la magia homéricas. Este modelo inspiró las representaciones artísticas posteriores, llenas de escenas domésticas. Teofrasto, por su parte, fue el principal poeta pastoral.

### Poesía dramática
En Grecia surgieron los dos grandes géneros teatrales: la tragedia y la comedia. La primera trataba de temas nobles y pasiones complejas, mientras que la segunda tenía un final feliz, un tono más ligero y predominaban los enredos de trama amorosa. Los trágicos más destacados componían ciclos de trasfondo mítico y legendario: Esquilo, Sófocles y Eurípides. El comediógrafo de más éxito fue Aristófanes y en la segunda época (la llamada comedia nueva), Menandro.

### Prosa
En la prosa, compuesta para ser leída, el género por excelencia fue la historia, con Heródoto y Tucídides, que se centran en el período de conflicto entre Grecia y Persia. El primero es más imparcial y tiene una vocación etnográfica, mientras que el segundo da más importancia a los discursos y los personajes.
La fábula fue un género breve que buscaba el aleccionamiento moral a través de narraciones donde los protagonistas a menudo eran animales. El principal impulsor fue Esopo, cuyo modelo triunfó en Europa durante la Edad Media (con los exempla) y en las fábulas neoclásicas.
La oratoria se ligó a la democracia ateniense, donde los discursos políticos servían para persuadir a los partidarios y ridiculizar los adversarios. El orador más brillante fue Demóstenes, que con su pasión hizo carrera a pesar de sus dificultades iniciales.

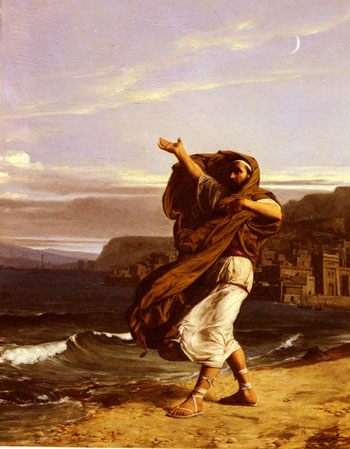
Demóstenes, en una pintura de Jean Lecomte du Nouÿ.

Por la influencia que tuvo posteriormente hay que destacar la obra de Teofrasto, quien describió brevemente, como apuntes entre narrativos y enciclopédicos, los caracteres más usuales de la literatura. Sus arquetipos pueden rastrearse a los personajes de dramas y novelas de toda Europa.
La filosofía también tiene un carácter literario, como los diálogos de Platón, los mitos que usa para explicar su mensaje o los tratados de Aristóteles, precedentes del ensayo moderno. Estos dos pensadores marcan dos polos opuestos, idealismo y realismo, que perdurarán en la tradición occidental.

## Literatura latina
La cultura latina imita la literatura griega  y su arte asociado. Los romanos admiraban el mundo helénico (por eso se declararon herederos de su legado en la historia de Eneas) y lo consideraban un modelo. Por eso la literatura latina, ya desde sus inicios, imita el canon griego. Una de las figuras que hizo puente entre las dos civilizaciones fue Livio Andrónico.
En el teatro destacan las obras de Terencio y Plauto, sobre todo en el ámbito de la comedia. Estos autores introdujeron elementos costumbristas romanos a las representaciones para ayudar a la identificación del público con la historia, mientras respetando el arquetipo griego.
En el campo de la poesía, sobresalen dos autores: Lucrecio y Catulo. El primero escribió un largo poema sobre la naturaleza donde recoge y explica las tesis de Epicuro que tuvo una gran influencia posterior. Catulo, por su parte, fue el modelo lírico por excelencia para los romanos. Centrado en el amor y la llamada «poesía nueva», acercó la poesía a sus contemporáneos.
Julio César, Cicerón y Tito Livio son los prosistas más exitosos de la primera etapa, con sus crónicas basadas en la historia contemporánea y en la oratoria.

### La literatura imperial
La época imperial coincide con el esplendor de la literatura latina. La épica necesitaba figuras de prestigio, héroes a quien el pueblo pudiera admirar, como la mayoría de literaturas nacionales. Por eso Virgilio intentó igualar la fama de Homero entre los romanos con sus poemas.
Horacio, a su vez, cultivó los grandes géneros poéticos, como los epodos, la oda o la égloga, expandiendo los tópicos griegos de acuerdo con la sensibilidad romana. En la poesía amorosa destaca la obra de Ovidio, con un verdadero catálogo de casos amorosos que se convirtieron en clásicos.
Por el lado cómico los autores de más prestigio fueron Lucano y Juvenal, los cuales con su sátira reflejaban la realidad latina sin olvidar el canon culto antiguo. Siguiendo también la estela antigua, concretamente la de Esopo, Fedro escribió sus fábulas.
En la prosa destacan las aportaciones de Séneca, Tácito y Suetonio, con un renovado interés por la historia romana.